# Світові естафети ІААФ 2014
Світові естафети ІААФ 2014 стали першими в історії цих змагань та були проведені 24-25 травня в Нассау на стадіоні імені Томаса Робінсона.
Програма змагань передбачала розіграш 10 комплектів нагород у п'яти естафетних дисциплінах серед чоловіків та жінок — 4×100, 4×200, 4×400, 4×800 та 4×1500 метрів.
На змаганнях було встановлено три світові рекорди — у жінок в естафеті 4×1500 метрів та у чоловіків в естафетах 4×200 та 4×1500 метрів.
Українські легкоатлети на змаганнях були представлені чоловічою естафетною збірною 4×100 метрів. Квартет у складі Еміля Ібрагімова, Сергія Смелика, Ігора Бодрова та Віталія Коржа виграв фінал «Б» з повторенням національного рекорду (38,53).

## Призери

### Чоловіки
| Дистанція     | Золото                                                                                                   | Золото      | Срібло                                                                                      | Срібло      | Бронза                                                                                               | Бронза      |
| ------------- | --- | ----------- | ------------------------------------------------------------------------------------------- | ----------- | --- | ----------- |
| 4×100 метрів  | ЯмайкаНеста Картер Нікель Ашмід Джуліан Форте Йоган Блейк Кемар Бейлі-Коул (забіг) Ендрю Фішер (забіг)   | 37,77       | Тринідад і ТобагоКестон Бледмен Марк Бернз Рондел Сорільйо Річард Томпсон                   | 38,04       | Велика БританіяРічард Кілті Гаррі Айкінс-Айїтей Джеймс Еллінгтон Двейн Чамберс Денієл Телбот (забіг) | 38,19       |
| 4×200 метрів  | ЯмайкаНікель Ашмід Воррен Вейр Джермейн Браун Йоган Блейк Рашид Дваєр (забіг) Джейсон Лівермор (забіг)   | 1.18,63 WR  | Сент-Кіттс і НевісАнтуан Адамс Лестрод Роланд Бріджеш Лоренс Аллістер Кларк                 | 1.20,51 NR  | ФранціяКрістоф Леметр Яннік Фонса Бен Басса Кен Ромен                                                | 1.20,66 AR  |
| 4×400 метрів  | СШАДевід Вербург Тоні Маккей Крістіан Тейлор Лашон Меррітт Клейтон Паррос (забіг) Торрін Лоуренс (забіг) | 2.57,25 CR  | Багамські ОстровиЛатой Вільямс Деметріус Піндер Кріс Браун Майкл Метью Рамон Міллер (забіг) | 2.57,59     | Тринідад і ТобагоЛалонд Гордон Ренні Квоу Мачел Седеніо Джаррін Соломон                              | 2.58,34 NR  |
| 4×800 метрів  | КеніяФергюсон Ротіч Семмі Кіронго Джоб Кіньйор Альфред Кіпкетер                                          | 7.08,40 CR  | ПольщаКароль Конечний Шимон Кравчик Марцин Левандовський Адам Кщот                          | 7.08,69 NR  | СШАМайкл Рутт Роббі Ендрюс Брендон Джонсон Двейн Соломон                                             | 7.09,06     |
| 4×1500 метрів | КеніяКоллінс Чебої Сілас Кіплагат Джеймс Магут Асбел Кіпроп                                              | 14.22,22 WR | СШАПатрік Кейсі Девід Торренс Вілл Лір Лео Манзано                                          | 14.40,80 AR | ЕфіопіяМеконнен Гебремедхін Сореса Фіда Зебене Алемаєху Аман Воте                                    | 14.41,22 NR |

### Жінки
| Дистанція       | Золото | Золото      | Срібло                                                                                      | Срібло      | Бронза                                                                                         | Бронза      |
| --------------- | --- | ----------- | ------------------------------------------------------------------------------------------- | ----------- | ---------------------------------------------------------------------------------------------- | ----------- |
| 4×100 метрів    | СШАТіанна Бартолетта Александрія Андерсон Дженеба Тармо Лакіша Лоусон                                           | 41,88 CR    | ЯмайкаКеррі Расселл Керрон Стюарт Скіллоні Калверт Саманта Генрі-Робінсон                   | 42,28       | Тринідад і ТобагоКамарія Дюрант Мішель-Лі Ає Ріяр Томас Кай Селвон                             | 42,66       |
| 4×200 метрів    | СШАШалонда Соломон Таванна Мідоус Б'янка Найт Кімберлін Данкан                                                  | 1.29,45 CR  | Велика БританіяДезіре Генрі Аніка Онуора Б'янка Вільямс Аша Філіп                           | 1.29,61 NR  | ЯмайкаСімона Фейсі Шері-Енн Брукс Аннейша Мак-Лафлін Шеллі-Енн Фрейзер-Прайс                   | 1.30,04 NR  |
| 4×400 метрів    | СШАДіді Троттер Саня Річардс-Росс Наташа Гастінгс Джоанна Аткінс Моніка Харгроув (забіг) Джессіка Беард (забіг) | 3.21,73 CR  | ЯмайкаКаліс Спенсер Новлін Вільямс-Міллс Анастасія Лерой Шеріка Джексон Крістін Дей (забіг) | 3.23,26     | НігеріяФоласаде Абуган Реджіна Джордж Омолара Омотосо Пейшенс Джордж Букола Абогунлоко (забіг) | 3.23,41     |
| 4×800 метрів[a] | СШАШанель Прайс Джіна Лара Аджей Вілсон Бренда Мартінес                                                         | 8.01,58 CR  | КеніяДжанет Джепкосґей Агата Джеруто Сілвія Чематуй Юніс Сум                                | 8.04,28 AR  | АвстраліяБріттані Мак-Гован Зої Бакман Сельма Кейджан Мелісса Данкан                           | 8.13,26 AR  |
| 4×1500 метрів   | КеніяМерсі Чероно Фейт Кіп'єгон Айрін Джелагат Геллен Обірі                                                     | 16.33,58 WR | СШАГезер Кампф Кеті Маккі Кейт Грейс Бренда Мартінес                                        | 16.55,33 AR | АвстраліяЗої Бакман Брайді Ділейні Бріттані Мак-Гован Мелісса Данкан                           | 17.08,65 AR |

a  25 січня 2016 Всеросійська федерація легкої атлетики дискваліфікувала на 2 роки бігунку на 800 метрів Ірину Марачову. На підставі показників біологічного паспорту був зроблений висновок про вживання спортсменкою допінгу. Всі її результати з 26 червня 2012 були анульовані, в тому числі третє місце збірної Росії (Ірина Марачова, Олена Кобелева, Тетяна Мязіна, Світлана Рогозіна) в естафеті 4×800 метрів на Світових естафетах ІААФ в 2014 з результатом 8.08,19.

## Командна першість
Очки в межах командної першості нараховувались за схемою: 8 очок за перше місце в кожній дисципліні з пониженням до 1 очка за 8 місце у фіналах.
| Місце | Країна             | Очки |
| ----- | ------------------ | ---- |
| 1     | США                | 60   |
| 2     | Ямайка             | 41   |
| 3     | Кенія              | 35   |
| 4     | Велика Британія    | 24   |
| 5     | Австралія          | 21   |
| 6     | Тринідад і Тобаго  | 19   |
| 7     | Франція            | 18   |
| 8     | Багамські Острови  | 15   |
| 9     | Польща             | 14   |
| 10    | Нігерія            | 13   |
| 11    | Бразилія           | 10   |
| 12    | Іспанія            | 8    |
| 13    | Сент-Кіттс і Невіс | 7    |
| 14    | Румунія            | 7    |
| 15    | Росія              | 6    |
| 15    | Ефіопія            | 6    |
| 17    | Барбадос           | 5    |
| 17    | Німеччина          | 5    |
| 19    | Японія             | 4    |
| 19    | Куба               | 4    |
| 19    | Швейцарія          | 4    |
| 19    | Мексика            | 4    |
| 23    | Італія             | 3    |
| 23    | Канада             | 3    |
| 23    | Венесуела          | 3    |
| 26    | Бермудські Острови | 2    |
| 26    | Катар              | 2    |
| 26    | КНР                | 2    |
| 29    | Словаччина         | 1    |

## Онлайн-трансляція
ІААФ здійснювала вебтрансляцію змагань на власному YouTube-каналі:
- День 1 на YouTube
- День 2 на YouTube